# 阿克毛·沙伊克
阿克毛·沙伊克（英語：Akmal Shaikh，其名Akmal又译阿克馬爾，其姓Shaikh又译謝赫、什肯，中国官方译为什肯·阿克毛，1956年4月5日—2009年12月29日），巴基斯坦裔英国公民，做过房地产代理人，后来一度是北伦敦肯蒂什镇（Kentish Town）的一家小型出租车公司Teksi的老板，2007年9月12日在乌鲁木齐机场被查获携带约4千克海洛因。虽然英国政府、其家属和律师、一些人权组织称其患有躁郁症，受毒贩利用，请求中華人民共和國政府免其死刑，仍被中华人民共和国最高人民法院核准死刑并于2009年12月29日被处决。

## 案前生涯
1956年4月5日，阿克毛·沙伊克出生于巴基斯坦。阿克毛11岁时随其父母移民英国后，在英国接受了中小学教育。阿克毛娶了一位印度教徒，他的妻子随他改信了伊斯兰教，他俩共育有2子1女。 
1980年代，阿克毛全家生活在美国，阿克毛从事的房地产代理生意失败后，他们全家搬回英国。
后来，阿克毛与其前女秘书结婚，他们一起搬到后者的故乡波兰生活，育有1子1女，他们离婚后，阿克毛沦为无家可归者。

### 反恐调查
2005年伦敦七七爆炸案发生后不久，阿克毛从波兰发送了一段纯文本短消息给伦敦的两个人。据波兰电视新闻台TVN24报道，短信内容为“现在每个人都将了解谁是穆斯林，什么是圣战。（Now everybody will understand who Muslims are and what jihad is.）”。因此，阿克毛被英国军情五处和波兰国内安全局作为恐怖嫌疑人受到调查。2005年12月，调查因缺乏足够证据而不了了之。2009年12月29日，波兰检察官证实曾对阿克毛进行调查。

### 家暴纠纷
2006年，阿克毛的第二任妻子向波兰警方报警，称阿克毛对她和他们的两个孩子使用了威胁性行为。同年，她在此案开庭前收回了自己的陈情。虽然，波兰有关当局怀疑她受到了恐吓，但没有对阿克毛采取行动，因为阿克毛已离开波兰前往中国。

### 明星梦想
“缓刑”组织在其网站上提供了据称是阿克毛·沙伊克作词并演唱，在前往中国前亲自录制的歌曲《来吧，小兔》（"Come Little Rabbit"）的视频和音频资源，“缓刑”用以说明阿克毛录制该歌时正处于他们认为的“双相情感障碍（躁狂-抑郁症）下的严重精神紊乱状态”。

## 走私毒品案

### 案情
2007年9月，阿克毛·沙伊克在塔吉克斯坦杜尚别乘上国际航班飞往中国新疆维吾尔自治区乌鲁木齐市。
2007年9月12日凌晨，阿克毛在乌鲁木齐地窝堡国际机场通关时，乌鲁木齐海关的安检人员从阿克毛的手提行李箱夹层内查获4030克海洛因（纯度经鉴定为84.2%；黑市价格估计为约25万英鎊）。

### 审判
2008年10月29日，新疆维吾尔自治区乌鲁木齐市中级人民法院作出一审判决，认定阿克毛走私毒品且数量巨大，构成走私毒品罪，根据《中华人民共和国刑法》第四十八条（死刑的适用与复核）、第三百四十七条（走私海洛因50克以上处十五年有期徒刑、无期徒刑或者死刑）的规定判处阿克毛死刑。阿克毛不服，向新疆维吾尔自治区高级人民法院上诉。
二审期间，英国驻华大使馆联系新疆北方律师事务所，委托曹宏律师为阿克毛提供法律援助。阿克毛同意新疆北方律师事务所指派曹宏、戚磊律师为其二审诉讼提供法律援助。曹宏、戚磊律师在接受委托以后，多次会见了阿克毛。英国驻华大使馆公使、驻华使馆领事事务主管等人，也与曹宏、戚磊律师多次会面并沟通。2009年5月26日，阿克毛上诉案在新疆高院开庭审理，庭审中，律师提出了辩护意见。上诉被新疆高院驳回后，2009年10月，阿克毛依法向中华人民共和国最高人民法院提出申诉，中国最高法院2009年12月21日驳回阿克毛的申诉，宣布维持原判。

### 诉讼权利保障
据联合国法外处决、即决处决或任意处决问题特别报告员菲利普·奥尔斯顿称，最初的定罪基于一场30分钟的庭讯，这场庭讯看起来没有恰当的程序、有效的辩护或证据提呈。
据英国外交及联邦事务大臣戴维·米利班德称，中国不考虑英方关于阿克毛案的几项具体关切，包括审判时不专业的口译。

### 羁押期间待遇
据2009年12月29日《泰晤士报》报道，阿克毛的堂兄弟索哈尔和纳西尔从英国飞抵乌鲁木齐，在中方的安排下，由两位英国外交官陪同，三兄弟在一家医院会面，这是自阿克毛被捕后第一次见到亲人。

### 处决
2009年12月29日，新华社报道，中华人民共和国最高人民法院已复核终结阿克毛走私毒品案，核准死刑判决，并指出其司法精神病学鉴定申请不被接受的原因是：辩护方向有关法院提供的材料不足以使审查这些材料的法院对阿克毛的精神状态产生怀疑。
北京时间2009年12月29日上午10时30时，阿克毛·沙伊克被中国法院于乌鲁木齐以注射方式执行死刑（若按照中国这一时期普通的注射死刑执行方式，阿克毛会被新疆维吾尔自治区乌鲁木齐市中级人民法院依次静脉注射足量麻醉药硫喷妥钠、神经肌肉阻滞药溴化双哌雄双酯、致心脏停跳药氯化钾），终年53岁。据“缓刑”组织等方面称，他成为被中华人民共和国处决的首位英国公民兼1951年以来的被中华人民共和国处决的第一位今欧盟国家的公民（前一位被部分媒体估计是密謀在天安門用炮彈行刺毛澤東的意大利人李安東），但因缺乏中国死刑的公开资料，这一说法难以证实。

## 后事
根据阿克毛亲属的愿望，当地的伊玛目在乌鲁木齐为阿克毛·沙伊克主持了一个伊斯兰教葬礼（土葬、速葬），他的一位家庭成员出席。阿克毛的家属检验尸体的完整性的要求被中国法院拒绝。阿克毛被埋葬在乌鲁木齐的一处穆斯林公墓。

## 案件争议、交涉与媒体相关报道
阿克毛的精神问题是争议原因。联合国、英国政府、阿克毛的亲属和律师以及同情阿克毛的有关组织辩称，阿克毛患有嚴重的躁郁症，受毒販利用，主张“不要判处死刑”而不是“无罪”。有关这种请求可能性的中国大陸法律依据是《中华人民共和国刑法》第十八条第三款：“尚未完全丧失辨认或者控制自己行为能力的精神病人犯罪的，应当负刑事责任，但是可以从轻或者减轻处罚。”。而中華人民共和国人民法院认为沙伊克没有精神病，并认为没有证据显示为他做司法精神病学鉴定的必要性，维持并执行死刑判决。

### 中国大陸、英国和欧盟官方及联合国
2009年9月，英国首相戈登·布朗在美國匹茲堡G20峰會已向中國領導人胡錦濤提及阿克毛一案。
2009年10月13日，中国外交部发言人马朝旭在例行记者会上说，据他了解，“目前此案正在由最高人民法院复核。有关案件审理程序符合法律规定。审理期间，被告人和辩护人都自由行使了辩护权，法院为被告聘请翻译，依法充分保障了其诉讼权利。”，“英国驻华使馆和英国的一个组织通过被告人委托的律师提出对阿进行精神病鉴定，但未提出被告可能患精神病的依据。被告本人表示，他本人及其家族没有任何精神疾病史。”
2009年10月29日，马朝旭在例行记者会上说，“中国是一个法治国家，中国司法机构依法办案，不容任何人干涉。我希望大家尊重中国司法主权，等待法院审理的结果。”11月3日，马朝旭在例行记者会上强调，“这个案件是司法案件，由中国司法机关依法处理，任何人都无权干涉。”
2009年12月24日，中華人民共和国驻英国大使馆发言人发表声明，强调阿克毛携带的毒品足以害死“26800人”，而“中国大陸历史上毒品问题的惨痛记忆”和现在严峻的禁毒形势使中国大陸大众对毒品走私怀有根深蒂固的憎恶，最后还驳斥了将耗时两年多的阿克毛案与气候变化问题联系起来的说法。
英国外交部呼吁中国大陸“采取正确的行动”，不要因贩毒罪处决沙伊克。英国外交及联邦事务国务大臣（分管外交及联邦事务的外务部门次长）伊万·刘易斯表示，处死患有精神病的人是不妥当的。
联合国法外处决、即决处决或任意处决问题特别报告员菲利普·奥尔斯顿发表声明表示，有很强的证据显示，被控贩毒的英国公民阿克毛·沙伊克患有精神疾患，中華人民共和國人民法院量刑时未将此因素考虑在内，而中国大陸法律和国际法都表明，犯罪但具有明显精神疾患的人不应被处以死刑。

#### 处决后
沙伊克被处决后，英国政府24小时之内两次传召中華人民共和国驻英大使傅莹，对中華人民共和国政府不顾国际社会的呼吁，仍然对一名英国公民执行死刑的做法提出抗议。
2009年12月29日，英国首相戈登·布朗发表声明，谴责对阿克毛的处决，对从宽发落的持续要求被置之不理表示“震惊和失望”，他特别关切的是，未进行精神健康评估；他对阿克毛的亲友表示慰问。
中華人民共和国外交部发言人姜瑜在例行记者会上回应了布朗的声明，“对英方的无端指责表示强烈不满和坚决反对”，“敦促英方尊重中国的司法主权，并立即纠正错误，避免对双边关系造成损害”。她强调，“这是一起孤立的刑事案件，与其他问题无关”，并表示“中国目前还不具备废除死刑的条件”。
英国外交及联邦事务大臣（外长）戴维·米利班德表示，英国完全反对在任何情况下适用死刑。他深感遗憾的是，尽管首相等内阁大臣的屡次请求，但中国大陸不考虑英方关于阿克毛案的几项具体关切，包括精神健康问题以及审判时不专业的口译。
英国反对党领袖戴维·卡梅伦说，中華人民共和国当局忽略从轻发落的恳求，不考虑关于阿克毛精神健康状况的严重关切，他为此深感遗憾并补充说，骇人的是这些关切在阿克毛被羁押的两年多里都未被独立地评估并真正地考虑进司法程序中。
欧盟轮值主席国瑞典代表拥有27个成员国的欧盟发表声明说，“欧盟以最强烈的言辞谴责处决沙伊克。”
瑞典外交大臣卡尔·比尔德表示，欧盟坚决反对在任何情况下执行死刑，无论什么原因。如果有人因走私毒品被判有罪，他们应该被定罪并在监狱里服刑——这可能会是很漫长的，由具体国家决定。但是，任何案件的死刑是都不可接受的。
联合国法外处决、即决处决或任意处决问题特别报告员菲利普·奥尔斯顿表示，他们被告知，最初的定罪基于一场30分钟的庭讯，这场庭讯看起来没有恰当的程序、有效的辩护或证据提呈。他们随后被告知在上诉请求中提出医学证据，法院拒绝了任命一位专家评估阿克毛精神问题的请求。所以，令人失落的事实是，中国大陸法院轻视“what appears to be at least a strong initial case”。

### 阿克毛的家属
2009年12月29日阿克毛死后，阿克毛的家属发表了一份简短声明，对中国方面拒绝从宽发落阿克毛表示悲哀，说阿克毛患有躁郁症，这是一种伴有躁狂行为的疾病。
阿克毛31岁的女儿Leilla Horsnell说，“我为不顾我父亲精神健康状况的处决而震惊，我很难想象这是正义的。

### 非政府组织
总部设在伦敦的反死刑组织「緩刑」（Reprieve）的Stafford Smith基於Stafford Smith的父親的患病症狀而認为阿克毛患有相同疾病（"He said the case is close to his heart because his father suffered from the same illness."），阿克毛·沙伊克患躁郁症的证据明显("there is strong evidence Mr Shaikh has bipolar disorder")。“缓刑”发言人凯瑟琳·欧西说，许多新的证人由于媒体的报道而站出来，说沙伊克有妄想性行为。欧西说：“他们当中许多人和沙伊克生命中的最后几年，当他处于潦倒、无家可归而在街头胡言乱语时有关。当时他胡言乱语说他写了一首歌，这首歌将成为世界排行榜第一名并为世界带来和平，而就在这时他遇见了毒品黑帮，他们利用他的妄想行为告诉他，如果他愿意和他们一道旅行，他们可以为他在中国安排一场演唱会。”这些证人在他们的声明中簽名，由“缓刑”将这些声明送交中国大使馆，不过它们被置之不理。“缓刑”表示，沙伊克在监狱中没有得到医疗鉴定。沙伊克直到很晚才知道他将被处死。
人权观察亚洲事务部主任苏菲·理查森说，考虑到中国在过去的一些年里已经对很多外国人进行秘密指控，沙伊克一案尤其显得令人不安。她说：“我认为中国政府正在显示出，过去通常对本国人民表现出的对法律标准的漠视现象，现在慢慢地开始发生在非中国公民身上。”

### 民间人士
患有躁郁症的英國演員史蒂芬·弗萊請求不要處決阿克毛。
2009年12月29日，英国《每日电讯报》报道，一位伦敦妓女为抗议中国处决毒贩阿克毛，宣布抵制中国嫖客一年。《每日电讯报》编辑乔治·皮茄为此称赞该妓女富有自尊。

### 外国媒体
2009年12月29日，日本《产经新闻》报道，09年4月，中国曾处决一名试图运送2.5公斤海洛因的日本毒贩，但日本政府并未严正抗议，只是表示“中国对毒品的管理非常严格”。
2009年12月29日，英国《每日邮报》发表专栏作家里奥·麦克金斯特里（Leo Mckinstry）的文章，题为“对不起，我不愿加入这场自由主義的痛哭，海洛因贩子本就该死”（Sorry not to join the liberal wailing: heroin traffickers deserve to die），表示4公斤海洛因可毒死2.7万人，以精神病为借口替阿克毛开脱很荒谬，并表示英国在国内毒品泛滥的情况下却要求中国释放毒贩很伪善。

### 中国媒体
中国《环球时报》引用了英国《泰晤士报》网站上部分英国网民支持处决阿克毛的评论。
2009年12月29日，新华网引述两位中国知名刑法学专家关于本案程序合法的评论。复旦大学教授汪明亮表示，英国已废除死刑，所以英国人民和媒体的情绪可以理解，但是，仅凭阿克毛的英国国籍就接受布朗首相提出的免死请求是对司法独立的干涉，会影响中国司法的权威。华东政法大学教授薛进展表示，中国法院在无明显证据显示被告人患精神病可能的情况下决定不对阿克毛进行司法精神病学鉴定符合中国法律和中国司法实践常规。

### 网络舆论
中国媒体报道，中国法院的判决得到了多数网络舆论的支持，一些网民把此案相关外交事件与两次鸦片战争相比，认为这是中国终于强大到敢于向列强说不，对英国政府干涉中国司法独立表示愤慨。中国《环球时报》援引新疆一位熟悉该案案情的司法界人士的话说，“要换中国人的话，早就枪毙一百回了”。
各国不少网民质疑阿克毛的“精神病患者”身份或责任能力，网民“阿鲁西亚”质疑称“精神有问题并不能作为去贩毒的借口，更不能借此向人们传递错误的信息。”该留言在《每日邮报》网站得到的支持最多。2009年12月30日，英国《每日邮报》网站上发表专题“Gordon Brown leads furious outcry as China executes British drugs mule by lethal injection”，31日该专题的评论达到1650条。
2009年12月29日，日本雅虎发表实时通信《中国对英国运毒者执行死刑 英国布朗首相发表批评声明》（中国、英国人の死刑執行＝ブラウン首相が非難声明），该通信的评论超过1000条。

## 外部連結
- 反死刑组织「緩刑」（Reprieve）关于阿克毛案的网页